# Reining

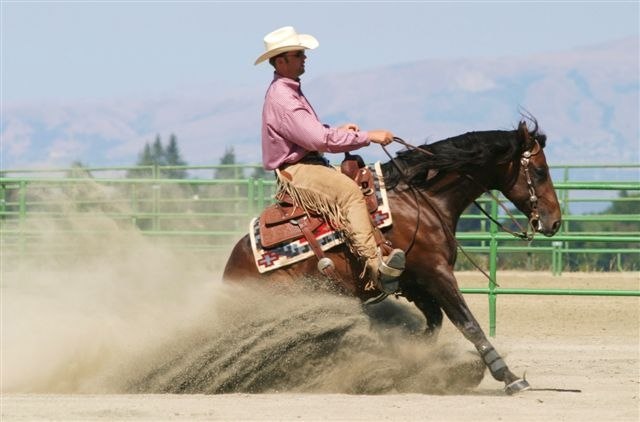
Een sliding stop

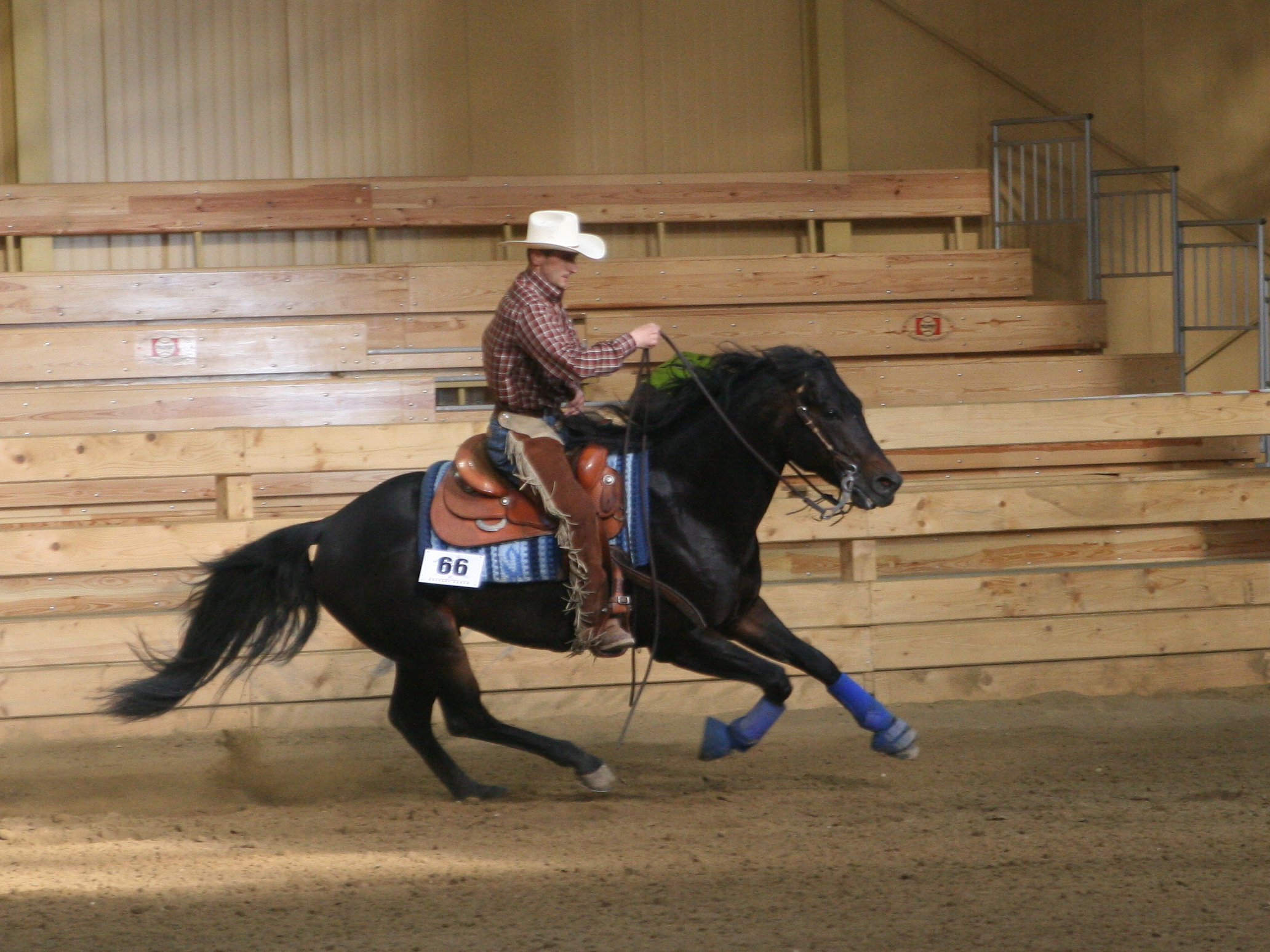
Cirkels

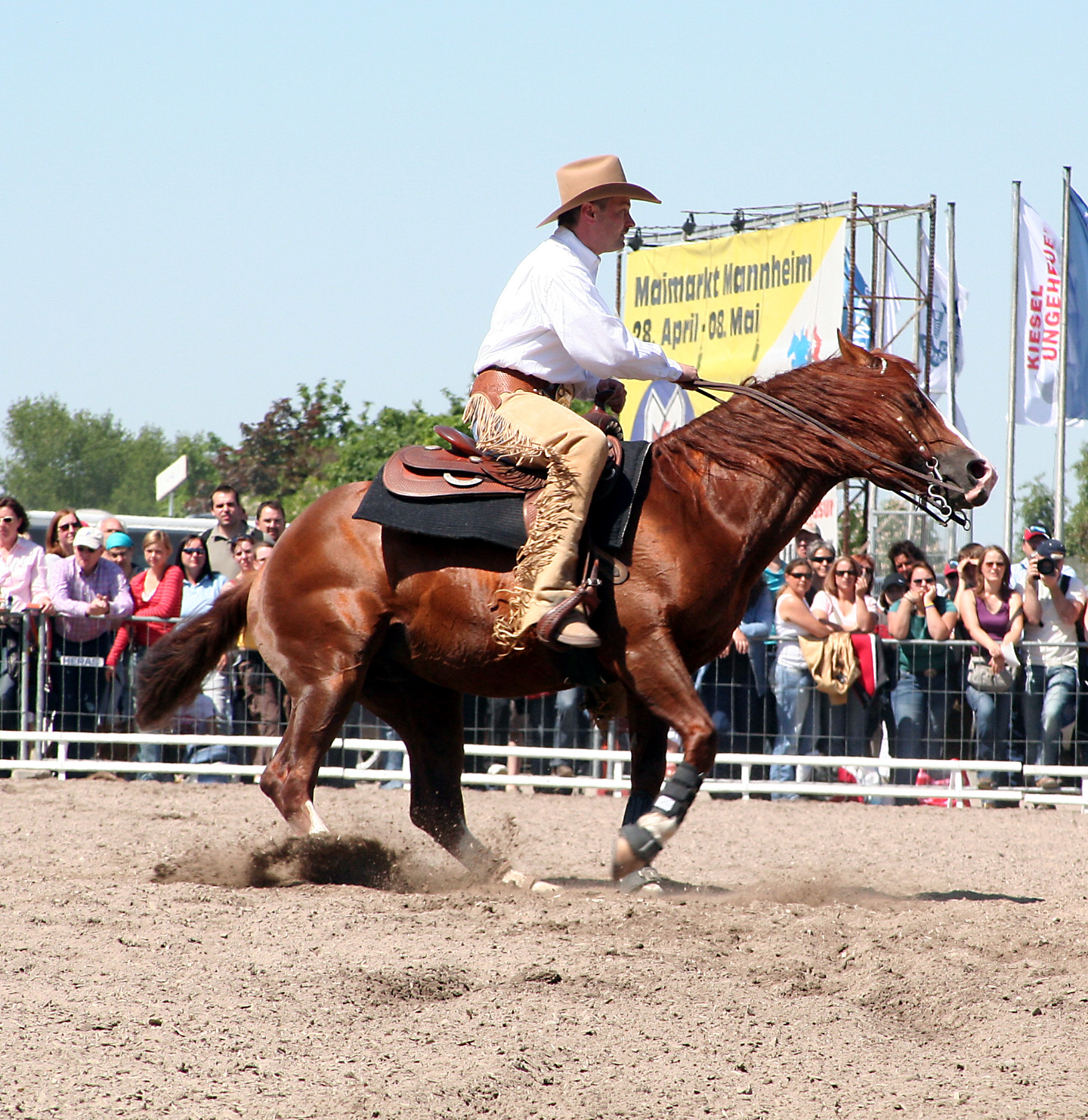
Spin

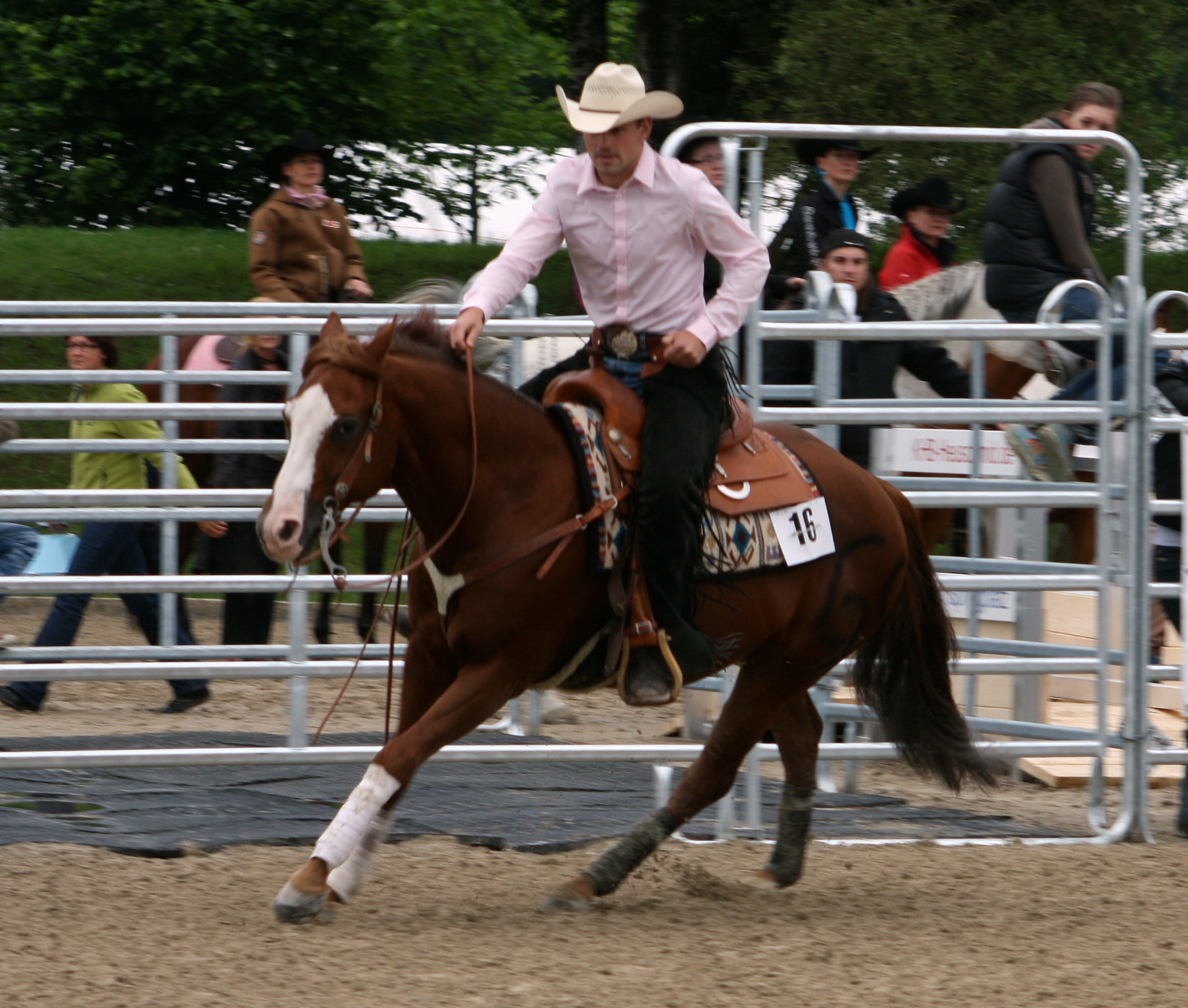
Reining

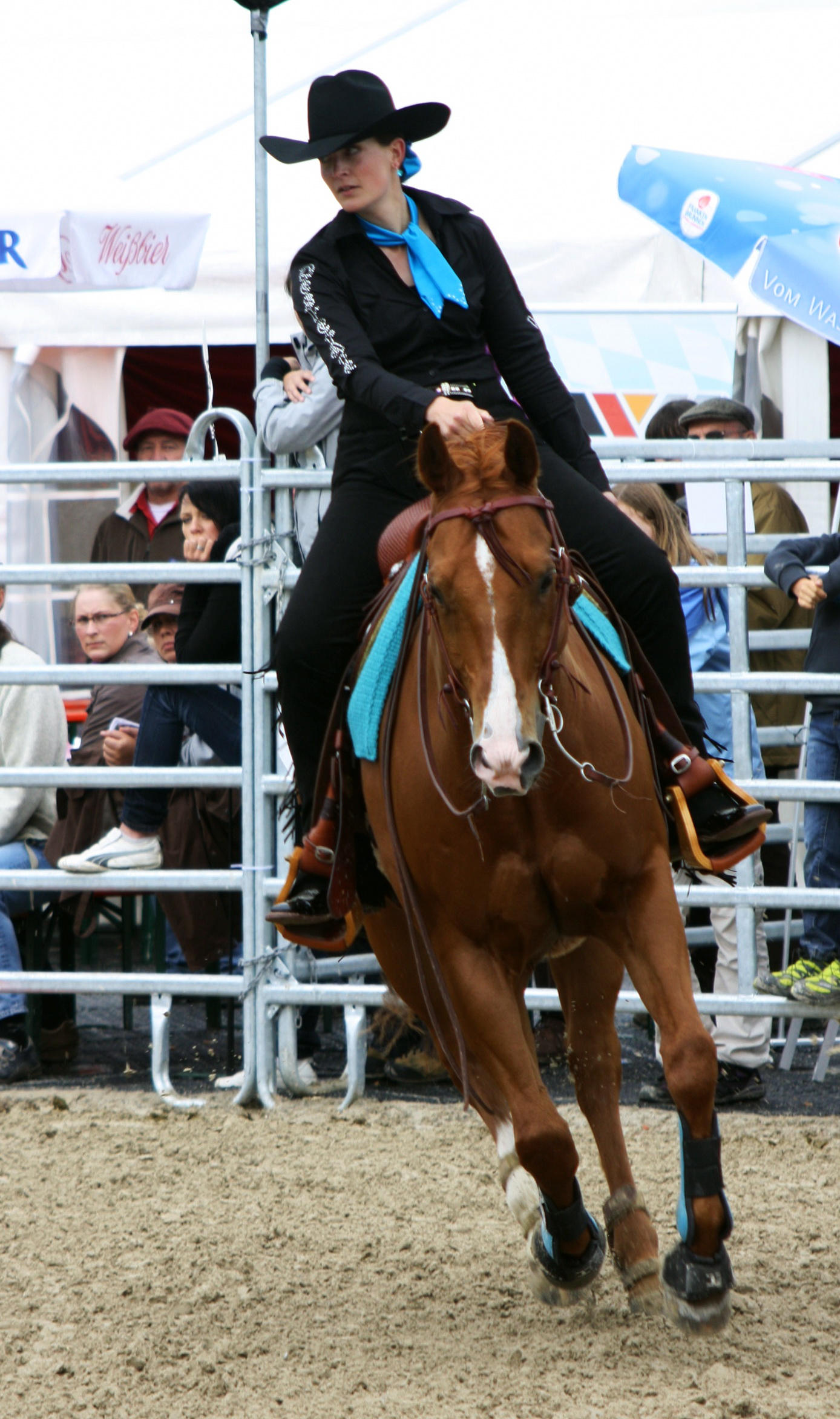
Amazone in zwart en blauw

Reining is een competitie in het westernrijden waarbij de ruiters hun paarden door een precies patroon van cirkels, spins en stops moeten leiden. Al het werk gebeurt in de lope (een langzame galop) en de galop. Reining kan gezien worden als de westernvariant van dressuur omdat paard en ruiter in harmonieuze eenheid moeten samenwerken. De hulpen moeten onopvallend gegeven worden. De paarden worden beoordeeld op hun capaciteiten om het gevraagde werk uit te voeren.

## Oorsprong
In de hele Amerikaanse geschiedenis (die dateert vanaf de eerste Spaanse kolonisten en wat nu Mexico en het zuidwesten van de Verenigde Staten, inclusief Texas en Californië is) moesten ranchers hun vee te paard leiden. Vee werd verplaatst, gebrandmerkt, gesorteerd en gehoed, vaak in een open land zonder het voordeel van omheiningen, schuren of andere manieren om vee te houden.
Een goede cowboy moest een snel en wendbaar paard hebben dat hem goed begreep. Het moest snel van richting kunnen veranderen, plots stoppen en achter een op hol geslagen koe sprinten. Het paard moest vooral gecontroleerd worden door de benen en het gewicht, gereden met één hand en lichte teugelvoering zodat de cowboy zijn aandacht kon richten op bijvoorbeeld een lasso hanteren, een poort openen of gewoon met zijn hand, hoed of een lang touw een achterblijvend kuddedier oprdrijven.
Reining werd in 1949 door de AQHA als sport erkend. Van 1966 tot 2000 werd het geleid door de National Reining Horse Association. Het werd een FEI-erkende sport op 14 april 2000.

## Bewegingen
Het reiningpatroon bestaat uit gemiddeld 8 tot 12 bewegingen, die door het paard uitgevoerd moeten worden. De patronen vereisen de volgende bewegingen:
- Cirkels: Het paard moet grote, snelle cirkels en kleine, trage cirkels kunnen maken. Ze moeten perfect rond zijn en de ruiter moet het tempo van het paard dicteren. Er moet een gemakkelijke verandering in de snelheid zichtbaar zijn bij de overgang van grote snelle cirkels naar kleine, trage cirkels.
- Vliegende galopwissels: Het paard verandert van galop. Het paard mag de gang niet onderbreken of niet van snelheid veranderen. Het paard moet zowel met de voorbenen als achterbenen veranderen van galop. Ook te vroeg of te laat veranderen mag niet.
- Rundown: Het paard galoppeert (rent) langs de lange zijde van de arena minstens 6 meter (20 voet) van de rand. Een rundown is vereist voor een glijdende stop of een sliding stop of rollback.
- Sliding Stop: Het paard gaat plotseling van galop naar een complete stop. De voorbenen “wandelen” voorwaarts. De rug moet omhoog worden geheven en de achterbenen komen er goed onder. Een bijzonder krachtige stop zou (afhankelijk van de arena) het stof kunnen doen opwaaien. De beweging moet in een rechte lijn eindigen en de positie van het paard mag niet veranderen. Deze beweging en de spin (zie onder) zijn favorieten bij de menigte
- Back of Backup: Het paard gaat snel minstens 3 meter (10 voet) achteruit. Het paard moet in een perfect rechte lijn achteruitgaan, stoppen wanneer gevraagd en een moment aarzelen voor de volgende beweging. Het wordt beoordeeld op hoe snel, vlot en recht de lijn is.
- Rollback: Het paard doet onmiddellijk, zonder aarzeling 180 graden draai na het stoppen van een “sliding stop” en gaat onmiddellijk vooruit in een lope.
- Spins: Ze beginnen vanuit stilstand. Het paard draait 360 graden of meer (tot 4 volledige spins). Het paard draait rondom zijn stationair achterbeen. Dit moet hoofdzakelijk op dezelfde plaats blijven, het paard zal dit been wel opheffen aangezien het draait. De spins worden beoordeeld op snelheid, nauwkeurigheid en zachtheid. Een patroon vereist minstens 1 spin set in elke richting. Precisie is bijzonder belangrijk: een paard dat uit zijn positie gaat of einden met slechts 1 voet een paar centimeter van de middellijn van waar het begon zal gestraft worden.
- Pauze of Aarzeling: Het paard wordt gevraagd een paar seconden stil te staan. Dit gebeurt in het reiningpatroon, vooral na spins. Pauzes worden niet beoordeeld als een noodzakelijke beweging, maar een paard dat slechte manieren heeft of zich ongeduldig gedraagt wanneer dit gevraagd wordt, zal gestraft worden.

## Score
Het paard begint met een score van 70. Punten worden bijgeteld of afgetrokken met 0,5, 1 en 1.5 punten voor elke 8 tot 12 bewegingen. Elk deel van het pattern is beoordeeld op precisie, zachtheid, voltooidheid en de verhoogde snelheid verhoogt de moeilijkheid van de meeste bewegingen en een hoge score.
Een score van 70 wordt beschouwd als een gemiddelde score voor een paard dat geen fouten maakte, maar ook niet presteerde met enige bijzondere capaciteit.
- Een score onder 70 reflecteert sancties voor incorrect gepresteerde bewegingen of foutief gedrag van het paard.
- Een score boven de 70 reflecteert dat sommige of alle bewegingen boven het gemiddelde presteerden.
- Een score boven 80 reflecteert uitzonderlijk prestaties.

Significante fouten zoals een onvolledige vliegende galopwissel kunnen in een “nul score” resulteren. Dit zorgt ervoor dat een paard in een kleine categorie toch nog een medaille kan verdienen (medailles worden gegeven aan de top 3, 5, 6 of 10, dit hangt af van het type competitie en jury).

## Het paard
Reining kan beoefend worden met elk paardenras, maar de quarter horse is veruit het populairste, vooral in internationale competities. Het paard moet behendig en snel zijn, en perfect reageren op de hulpen van de ruiter. Wedstrijdpaarden in door de FEI erkende competities moeten minstens zes jaar oud zijn.

## Uitrusting en kostuum van de ruiters
Ruiters in de reiningcompetitie zijn verplicht om hun paarden te rijden met slechts één hand. Daarvoor gebruiken ze een hoofdstel met een stang. Deelname is mogelijk voor paarden vanaf zesjarige leeftijd. Bij paarden onder de zes jaar gebruikt men vaak een trens of bosal hackamore. Er moet gebruikgemaakt worden van een western zadel.
Voor de veiligheid dragen paarden meestal beenbeschermers zoals splint boots, skid boots en bell boots.
Ruiters dragen een shirt met lange mouwen, een jeans, een cowboyhoed en cowboylaarzen. In de meeste competities dragen ze ook chaps (leren beenbescherming), handschoenen, sporen en een sjaal. Mannen en vrouwen dragen ongeveer hetzelfde maar de kleding van vrouwen is wat kleuriger met stiksels, maar niet zo bont als in de western pleasure.